# Denver Air Connection
 Denver Air Connection ist eine im Jahr 1997 gegründete US-amerikanische Fluggesellschaft mit Sitz in  Englewood, Colorado und Basis am Denver International Airport. Sie ist eine Tochtergesellschaft der Key Lime Air. Die Fluggesellschaft bietet Linien- und Charterflüge an.

## Flugziele
Denver Air fliegt im Rahmen des Subventionsprogramms Essential Air Service Ziele in Nebraska, Michigan, Minnesota, New Mexico, Colorado, Arizona, Texas und South Dakota  
an.

## Flotte

### Aktuelle Flotte
Die Flotte besteht mit Stand Oktober 2023 aus neun Flugzeugen mit einem Durchschnittsalter von 21,3 Jahren (die Metroliner nicht eingerechnet):
| Flugzeugtypde Havilland Canada DHC-6 | aktiv | bestellt | Anmerkungen  | Sitzplätze | Durchschnittsalter |
| ------------------------------------ | ----- | -------- | ------------ | ---------- | ------------------ |
| Dornier 328 Jet                      | 3     |          | eine inaktiv | 30         | 22,2 Jahre         |
| Embraer ERJ-145 Jet                  | 4     |          |              | 50         | 19,6 Jahre         |
| Fairchild Swearingen Metroliner      | 2     |          |              | 09         |                    |
| Gesamt                               | 9     |          |              |            | 21,3 Jahre         |

Pilotcareercenter.com gibt an 37 Flugzeuge an:
- 01 Cessna 404
- 07 Dornier 328 Jet
- 01 Embraer EMB 120 Brasilia
- 03 Embraer ERJ-145 Jet
- 17 Fairchild Swearingen Metroliner
- 01 Learjet 24
- 07 Piper PA-31 Navajo

### Ehemalige Flugzeugtypen
- Embraer EMB 120 Brasilia